# スパイ
スパイ（英: spy）は、政府や他の組織に雇われて、秘密裏に敵や競争相手の情報を得る人のこと。
「spy」は、「espy （見つける、探し出す）」と同じで、古期フランス語で 「espion（見張る者）」を意味しており、「espionnage （諜報：現代仏語）」の語源。印欧語で「見る」を意味する語幹「Spek」に由来する。

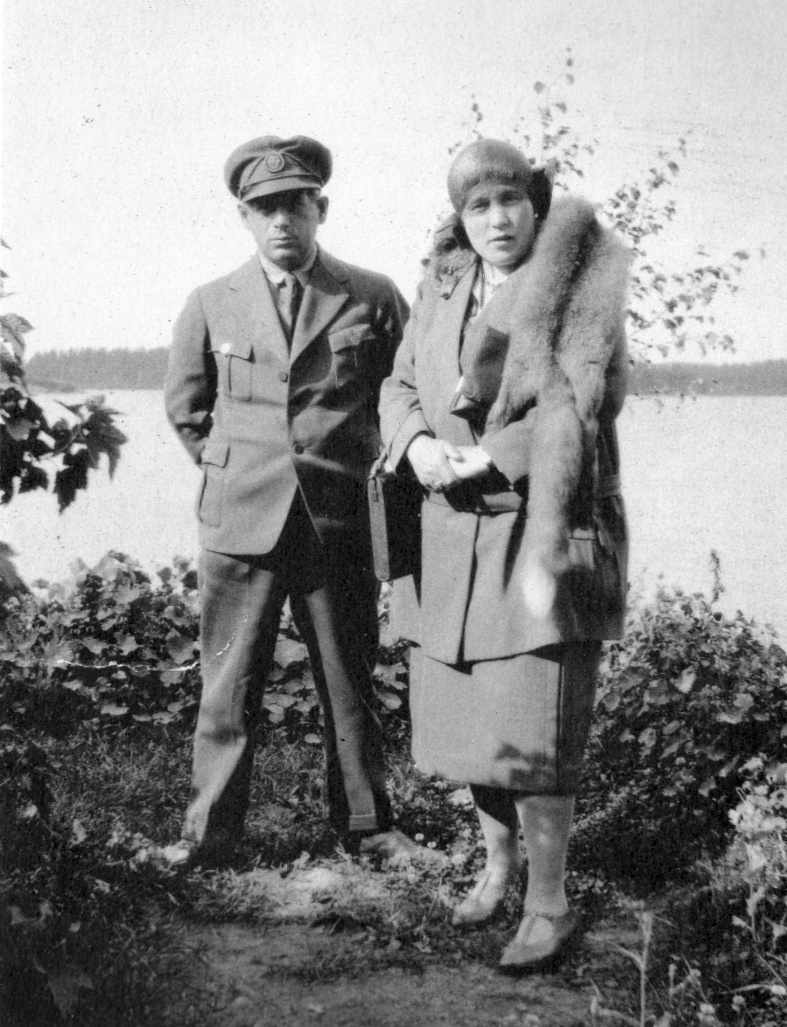
フィンランドの社交界の名士でスパイのマダム・ミンナ・クラウチャー（右）と運転手のボリス・ウォルコウスキー（左）、1930年代

## 概説
何らかの組織に雇われて、ひそかに敵国や競争相手の組織などの情報を得て、その情報を雇い主である組織に報告する者の総称である。別の言い方をすると諜報活動を行う者、インテリジェンスの役割を担う者の総称である。ひそかに得た情報を雇い主に知らせることや、また雇い主が「敵」や「競争相手」と見なしている組織の活動を阻害・撹乱することが主な任務とされる。政治・経済・軍事・科学・技術など多岐にわたる。
情報機関は政府の機関として大きな目的設定があり、その目的達成のために組織として情報を収集し、大目的を細分化した個々の目標を実現するための道具や手先としてスパイを用いるので、スパイひとりひとりは何のために自分の任務をさせられているのか分からない場合もある。

### 呼称
米国のインテリジェンス・コミュニティでの呼称としては「Asset アセット」（＝資産）がより一般的である。中国語では敵側を間諜、細作、姦細、敵奸、探子などと呼び、味方側を工作人員や政治指導員などと呼ぶ。
日本では「スパイ」は主に敵側を指し、味方側は主に「エージェント」と呼んでいる。
日本語では工作員、情報部員、諜報員、密偵、間諜と呼ぶ。古くは細作、間者とも呼ばれていた。海外で活動する者は国際探偵とも呼ばれた。
また、諜報活動・ゲリラ戦・破壊活動・後方攪乱・拉致など多様な任務を行う者は特殊工作員と呼ぶ。

### 歴史
その存在は古代から有ったと言われ、世界各地の神話や古文書でもしばしば描写される。例えば、ギリシャの英雄オデュッセウスの「トロイの木馬」が世界的に有名である。また中国の書物『孫子』では「用間」としてわざわざ一章が設けられており、離間工作の方法、敵の間者を二重スパイとして活用する反間などの手法が記されている。日本では戦国時代の忍者が該当しており、明治時代の一連の士族の反乱の初期から「スパイ」としての活動が行われていた。
近代以降、各国で情報機関が組織され、スパイ活動の展開が行われている。

### スパイ交換
捕らわれたスパイは互いの交渉によって、スパイ交換が行われた。東西のスパイ交換に使われた橋としてグリーニッケ橋が Bridge of Spiesという通称を持つ。
- ソ連側スパイのルドルフ・アベルに対して、アメリカの偵察機パイロットフランシス・ゲーリー・パワーズら数人のスパイ[4]。

## 分類
現代のスパイは、機関員と協力者に分けられる。

### 機関員
機関員の任務は主に赴任国の重要情報に近づきやすい人間に獲得工作を仕掛け、協力者として運営し、赴任国に関する情報収集を行うことにある。機関員が獲得工作を行う際には協力者にしたい人物に接近し、身分を明かしたうえで獲得するケースが多い。また、獲得工作を行う際には、相当の金銭を提示して釣る方法や、異性の機関員が素性を偽りつつ接触し男女関係・恋愛関係に持ち込み相手をがんじがらめにして協力させる手法（ハニートラップ）が利用される場合もある。さらには、機関員が身分を明かさないまま「外交官」として協力者に接触するケースもあるため、実際には協力者となっていることを自らが自覚していない場合も多い。
機関員は雇用形態としては「公務員」であるため、その給与額は当該国の公務員にありがちな給与額であり、特別な高給を得る機会は少ない。また、特殊な訓練を受ける過程で脱落したり、訓練後でも人材が育つとは限らない状態にあったりする。
ジャーナリストを装ったスパイや、ジャーナリストが同時にスパイ活動をもこなす場合もあるため、「スパイ」と「ジャーナリスト」の境界線は非常に曖昧である。戦場において捕虜になった場合に、ジャーナリストであることが証明されても直ちに解放される保証はない。

### エージェントあるいはアセット
「エージェント」または「アセット」は、機関員の望む情報、資料、物資などを直接獲得したり、その仲介をなす協力者のことである。危険を伴う任務が多く、敵に捕らわれたら長期間の拘束や処刑される場合がある。

### 産業スパイ
ビジネスの世界では産業スパイが活動している。産業スパイは競合企業の情報をひそかに収集するだけでなく、競合企業の重要な社員の辞職を誘発したり、労働組合を扇動するなどして、相手企業の勢力をそぎ、弱体化を図る場合もある。これらの活動には探偵業者や「経営コンサルタント」などが関わることが多い。
軍事技術の収集などを目的に外国の情報機関が企業に諜報活動を行う場合もある。
日本では、1964年2月26日、東京地検が機密書類で大日本印刷をゆすっていた白系露人ら3人を逮捕したのが、初の産業スパイ摘発である。
日本で近年発生した事案には、ロシア軍参謀本部情報部（GRU）の情報将校がニコンの社員から軍事転用可能な技術を収集した事件や、中国人民解放軍系の企業がヤマハ発動機を通じて無人ヘリ（農業用無人航空機）を不正に輸入しようとした事件などがある。この他、1964年の凸版印刷における「ジョージ・テレンチェフ産業スパイ事件」 、1965年のW3事件、1982年のIBM産業スパイ事件、1983年の新薬スパイ事件、2014年の東芝研究データ流出事件などがある。
海外では、2002年のウエストジェット航空による不正アクセス事件、2007年のマクラーレンの産業スパイ疑惑、2009年にリオ・ティント社員が産業スパイ容疑で中国政府に拘束された事件、2013年のHTC幹部の産業スパイ事件などがある。
なお、企業の利益活動を正当な理由なく阻害した場合には、基本的に法的観点で処置される。

### 主な活動の目的
- 機密情報などの盗み出し行為
- 利益追求の目的達成を阻害したり、その機能を破壊する行為
- 社内の人間関係を破綻させるなど、人間関係の工作

## 現代の情報機関

### 日本
- 内閣情報調査室
- 法務省公安調査庁
- 警察庁警備局
- 防衛省情報本部
- 外務省国際情報統括官組織

### 韓国
- 韓国国家情報院 (NIS)
- 情報司令部（KDIC）
- 国軍防諜司令部（朝鮮語版）（DCC）

### イスラエル
- イスラエル諜報特務庁 (通称モサド、正式にはISIS)

### イギリス
- 秘密情報部 (SIS。旧称であり通称でもある「MI6」として知られる)

### フランス
- フランス対外治安総局 (DGSE)

### ドイツ
- 連邦情報局（BND）

### ロシア
- ロシア対外情報庁 (SVR)
- ロシア連邦軍参謀本部情報総局 (GRU)

### アメリカ
- 中央情報局
- アメリカ国防情報局

## 著名なスパイ

### 日本
機関員
- 明石元二郎
- 萩野末吉
- 福島安正
- 宗方小太郎
- 荒尾精
- 石光真清
- 横川省三
- 脇光三
- 沖禎介
- 中村天風
- 秋草俊
- 岩畔豪雄
- 田中隆吉
- 鈴木敬司
- 須磨弥吉郎
- 藤原岩市 - 大日本帝国陸軍。「F機関」を率いてインド独立工作を行った。戦後は陸上自衛隊に勤める。
- 中宮悟郎 - 大日本帝国陸軍。「F機関」でサルタン工作、スマトラ工作を実行し、戦後は台湾独立を画策した。
- 神本利男 - 満州国警察官、大日本帝国陸軍。東南アジアで活躍した。
- 堀栄三 - 大本営陸軍部第二部の情報将校。戦後は陸上自衛隊調査部長。
- 小野田寛郎 - 陸軍中野学校二俣分校出身。フィリピンのルバング島に残置諜者として派遣され、戦後も戦いを継続した。
- 戸高公徳 - 国家地方警察大分県本部警備課。 「市木春秋」の偽名で菅生事件に関与。

協力者
- ハリー・トンプソン - アメリカ海軍事務係下士官。宮崎俊男海軍少佐によって協力者にされていた。
- アンヘル・アルカサール・デ・ベラスコ - 在イギリススペイン大使館報道官、外務省の協力者。第二次大戦下、マドリッドを中心に対米情報網「東機関」を構築。後年NHKの番組でその存在が明るみに出る。駐西公使須磨弥吉郎が、英米でのスパイ活動を組織展開するため、セラーノ・スニェル外相に依頼して紹介された人物だが、組織のほとんどが二重スパイで、情報も英米に傍受・解読されていたか無価値・虚偽の情報だった[7]。
- ウィリアム・フォームズ=センピル - イギリス海軍大佐。豊田貞次郎中佐に空母関係の機密情報を提供する。
- クリス・メイヤーズ - イギリス海軍少佐。豊田中佐に潜水艦関係の機密情報を提供する。
- フレデリック・ラットランド（英語版） - イギリス空軍少佐。高須四郎少佐に運営されて主に米英に関する情報収集を行った。
- ベルバレー・ディッキンソン - アメリカの人形店店主。横山一郎海軍大佐によって運営され、海軍情報の収集を行った。
- 谷豊 - 通称ハリマオ。東南アジアで盗賊をしていたが、大日本帝国陸軍の諜報活動に協力。
- 木村肥佐生 - 援蒋ルートの実態を調べる為、日中戦争下のチベットに潜行。同様の潜行者に西川一三・野元甚蔵が知られる。終戦後現地で改革派青年グループと交流。更にイギリスの情報提供者となる。帰国後はアメリカ大使館に勤務。後に亜細亜大学教授を務める。
- 飯塚盈延 - 「松村昇」の偽名で日本共産党で特別高等警察の指示を受けて活動し、幹部として組織壊滅を実行。俗に「スパイM」と呼ばれる。
- 川島芳子 - 清朝の皇族粛親王の第十四王女。第一次上海事変を引き起こした首謀者の一人とされる。

### 北朝鮮
- 李善実 - 朝鮮労働党対外連絡部。北朝鮮最高位のハルモニ・スパイ、北朝鮮の人気テレビドラマ「名なしの英雄」のモデル[8]。
- 金東植 - 朝鮮労働党対外連絡部。いわゆる「新世代」間諜[9]。
- 金賢姫 - 朝鮮労働党対外情報調査部。大韓航空機爆破事件の爆破犯｡日本人になりすまして犯行後に、自殺未遂。生還後に韓国に帰順[10][11]
- ムハンマド・カンス - 朝鮮労働党対外情報調査部。フィリピン国籍に偽装し、韓国の檀国大学校（ダングツク大）助教授となる[9]。
- チェ・スンチョル - 朝鮮労働党対外情報調査部。日本人拉致犯[12][13]。
- 金世鎬 - 朝鮮労働党対外情報調査部。日本人拉致犯(西新井事件)[12][14]。
- 辛光洙 - 朝鮮労働党対外情報調査部。日本人拉致犯[15][16][17][18][19][20]。
- 安明進 - 朝鮮労働党作戦部。韓国に帰順[21]。
- 元正花 - 国家安全保衛部の女性諜報員。脱北者拉致犯。諜報活動や拉致のために日本にも3度入国、朝鮮総連と協力して日本の永住権を得るため日本人男性3人との見合いも行っていたが国外で逮捕[22]。
- 金東淳 - 朝鮮人民軍人民武力部偵察局少佐。元正花の工作指揮[23]｡
- 文世光 - 在日韓国人。朝鮮総連から韓国の朴正煕大統領を暗殺の指示を受けて、日本人になりすまして韓国の会場に侵入し、夫人の陸英修を射殺した暗殺者である。(文世光事件)

### 韓国
- 安斗煕 - 金九の暗殺、新潟日赤センター爆破未遂事件の工作員
- 崔成奎 - 新潟日赤センター爆破未遂事件の工作員[24]。
- 趙承培 - 新潟日赤センター爆破未遂事件の工作員[24]。
- 金石泉 - 新潟日赤センター爆破未遂事件の工作員[24]。
- 朴采緒（朝鮮語版） - 安企部諜報員として北朝鮮に潜入。のち北朝鮮側に転向し韓国陸軍の機密情報を朝鮮労働党作戦部に流す。コードネーム「黒金星」で知られる。

### 中華民国
- 邵正忠 - 軍情。少康一号。中国人民解放軍総後勤部処長、大校
- 劉連昆 - 軍情。少康二号。中国人民解放軍総後勤部軍械部長、少将
- 劉広智（中国語版） - 中国人民解放軍空軍指揮学院院長、少将
- 佟達寧 - 社会保障基金会弁公庁主任
- 曲煒 - 台湾連絡会宣伝部副部長
- 高瞻 - 人権活動家
- 陳杏村 - 日本軍を得意先とした台湾人豪商。蓮舫参議院議員の祖母[25]。
- 鄭蘋茹 - 中統特務。近衛文隆、丁黙邨に接近。
- 李麗（中国語版） - 軍統特務。汪兆銘政権の柴山兼四郎や矢崎勘十に接近。
- 段雲鵬（中国語版） - 軍統特務。少校。毛沢東暗殺の任を受けるも失敗、処刑。

### 中華人民共和国
- 熊向暉 - 国民党胡宗南将軍の元に潜伏したスリーパー。いわゆる後三傑の1人。後の中共中央統戦部副部長
- 申健 - 後三傑
- 陳忠経 - 後三傑。後の中共中央調査部副部長
- 関露 - 作家。ジェスフィールド76号主任李士群の秘書
- 潘漢年 - 汪兆銘との接触工作を担当
- 陳文英 - 在米華僑
- 麦大智・麦大泓兄弟
- 黄麗麗 - フランス留学生。経済スパイ
- 金無怠 - 中華人民共和国国家安全部外事局。CIAの東アジア政策研究室主任
- 王慶前 - 中国国際友好連絡会常務理事、中国人民解放軍情報将校（大校）・駐日大使館一等書記官。軍事機密を日本に流した。

### イスラエル
- イサル・ハルエル - イスラエル諜報特務庁（モサッド）第2代長官
- エリー・コーエン - イスラエル諜報特務庁
- ウォルフガング・ロッツ - モサッド

### イギリス
機関員
- フランシス・ウォルシンガム
- ウィリアム・メルヴィル
- マンスフィールド・カミング
- ヴァーノン・ケル
- グレアム・グリーン - MI6
- サマセット・モーム
- シドニー・ライリー - MI6
- ジェームズ・コックス - ロイター通信東京支局長。1940年にスパイとして検挙される。
- ジョン・ル・カレ
- イアン・フレミング

協力者
- オレグ・ペンコフスキー - ソ連GRU将校。MI6の協力者。
- 蔡小洪 - 駐香港連絡弁公室秘書長。MI6の協力者。
- エドムンド・ド・ロスチャイルド - 1986年11月にMI5の機密漏えい（ソ連の二重スパイ）で捜査される。

### ソ連・ロシア
機関員
- エヴノ・アゼフ - ロシア帝国内務省警察部警備局
- リヒャルト・ゾルゲ - ソ連GRU。駐日独大使館。ゾルゲ事件で検挙され処刑。
- ブランコ・ド・ヴーケリッチ - ユーゴスラビア人だがゾルゲ事件で検挙
- ボリス・グジ - ソ連GRU・NKVD。ゾルゲ・グループの監督官
- レオポルド・トレッペル - ソ連GRU。「赤いオーケストラ」に所属。
- ヴラディミル・ザイモフ - ソ連GRU。ブルガリア軍の大将
- スティッグ・ヴェンナーストレム - ソ連GRU。スウェーデン空軍大佐
- エドガー・フォイティンガー - ソ連GRU。
- アレクサンドル・ヤクシェフ - ソ連ゲーペーウー（GPU）
- ナウム・エイチンゴン - ソ連NKVD
- ゲヴォルク・ワルタニャン - ソ連NKVD
- ニコライ・クズネツォフ (スパイ) - ソ連NKVD
- ゾーヤ・ヴォスクレセンスカヤ - ソ連NKVD。女性
- ヴィクトル・リャーギン - ソ連NKVD
- セミョーン・セミョーノフ
- クラウス・フックス - ドイツ生まれの理論物理学者。マンハッタン計画でアメリカの原子爆弾開発のかたわらソビエト連邦に機密情報を流し続けていた。
- レオニード・シェバルシン - ソ連KGB
- ウラジーミル・バルコフスキー - ソ連KGB
- ボグダン・スタシンスキー - ソ連KGB
- ルドルフ・アベル - ソ連KGB。別のスパイの自首で逮捕されるもU-2撃墜事件で捕虜になったパイロットと交換釈放。
- ロナー・コーエン - ソ連KGB。アメリカ共産党メンバーであり夫婦でスパイ活動
- ニコライ・コークロフ - ソ連KGB。
- ジョルジュ・コワリ - ソ連GRU。マンハッタン計画機密情報の入手に成功。ソ連の核兵器開発に貢献した。コードネームはデリマル。死後に金星勲章が授与された。
- ジュリアス・ローゼンバーグ - 原爆スパイとしてアメリカで逮捕、妻とともに死刑を執行される（ローゼンバーグ事件）。
- ユーリー・ラストヴォロフ - ソ連KGB。アメリカに亡命。
- アンナ・チャップマン - ロシア対外情報庁
- アルジャー・ヒス - フランクリン・ルーズヴェルト大統領の側近、政府高官
- ハリー・ホワイト - アメリカ合衆国官僚、財務次官補(ヴェノナ文書)[注 1]
- 山根卓二 - 産経新聞の常務取締役編集局長。KGBのスパイ。ソ連の意向を受け「周恩来の遺言」などの捏造報道に従事していたが、亡命したスタニスラフ・レフチェンコの証言により辞任。
- 石田博英 - 石橋内閣・岸内閣での官房長官。ソ連国家保安委員会（KGB）職員で1992年にイギリスに亡命したワシリー・ミトロヒンが持ち出した資料「ミトロヒン文書」、KGBでアメリカに亡命したスタニスラフ・レフチェンコの証言では、“フーバー”というコードネームを持つKGBのスパイであったとされている。
- 尾崎秀実 - 朝日新聞記者、満鉄調査部嘱託。（ゾルゲ事件）
- 三浦甲子二 - 朝日新聞記者、テレビ朝日専務。コードネームは「ムーヒン」。ソ連工作員のイワン・コワレンコに日本政情に関する情報提供を行っていた。
- 瀬島龍三 - 陸軍中佐、伊藤忠社員。レフチェンコはコード名「クラスノフ」の瀬島龍三と直接コンタクトを取ったことはないとしながらも、ソ連の対日工作責任者であったイワン・コワレンコと瀬島が深い仲だと証言している。
- 宮永幸久 - 陸将補。ソ連軍GRUに陸上自衛隊の情報を流した。（宮永スパイ事件）
- 勝間田清一 - 社会党委員長でKGBのスパイ。コードネームはGAVR。KGBでは社会党中道派のリーダーと評価されていた。
- 志位正二 - 外務省アジア局調査員。KGBのエージェント。日本共産党の志位和夫の叔父。
- 吉川勇一 - ベトナムに平和を!市民連合の事務局長。ソ連から資金援助を受けていた。
- 志賀義雄 - 日本共産党中央委員。ソ連から資金援助を受け親ソ分派である日本のこえを設立した。
- 野坂参三 - 日本共産党の第一書記。コミンテルンのスパイ。晩年に発覚して日本共産党から除名された。ソ連に加えて日本やアメリカにも情報提供を行う多重スパイだったのではないかとの疑惑がある。
- エドガー・フォイヒティンガー - ドイツ国防軍中将。GRUのスパイ。
- ジョージ・ブレイク - イギリス外交官。KGBのスパイ。
- ギュンター・ギヨーム - ドイツ連邦共和国（西ドイツ）ブラント政権首相秘書。
- キム・フィルビー - MI6。ケンブリッジ5人組。KGBのスパイ。
- ドナルド・マクリーン - イギリス外交官。ケンブリッジ5人組。KGBのスパイ。イギリス外務省米国課長として、ソ連に多大に有益な情報を流していた。
- ガイ・バージェス - ケンブリッジ5人組。KGBのスパイ。
- アンソニー・ブラント - ケンブリッジ5人組。KGBのスパイ。
- ジョン・カーンクロス - ケンブリッジ5人組。KGBのスパイ。
- ゴードン・ロンスデイル（コノン・モロドゥイ） - イギリス海軍。KGBのスパイ。
- ゼエフ・アヴニ - イスラエルの外交官。KGBのスパイ。

### ドイツ帝国
- カール・ハンス・ロディ
- ジュル・クロフォード・ジルバー - MI5の郵便検閲官
- エリザベート・シュラグミュラー
- ヴィルヘルム・シュティーバー - ヴィルヘルム2世やビスマルクに仕え、普墺戦争などの勝利に貢献した。

### ドイツ
- フリッツ・ジュベール・デュケイン - 第一次世界大戦から第二次世界大戦にかけてドイツのスパイとして活動した。アメリカ本土ではデュケインのスパイ網を率いた。
- ヴィルヘルム・カナリス
- フリードリッヒ・コルベ
- ノーマン・ベイリー＝スチュワート - イギリス陸軍の将校。後にドイツに移り、「ホーホー卿」と呼ばれる英語放送キャスターの1人となった。

### 東ドイツ
- オットー・ヨーン - シュタージ・KGB。西ドイツ連邦憲法擁護庁（BfV）長官
- ハンス・チドゲ - シュタージ。西ドイツBfV
- ギュンター・ギヨーム - シュタージ。ヴィリー・ブラント西ドイツ首相の私設秘書
- ロタール・ルッツェ - シュタージ。
- マルクス・ヴォルフ - シュタージの対外諜報部門のスパイマスター。
- カール＝ハインツ・クラス - シュタージ。西ドイツの警察官。
- ジェフリー・カーニー - シュタージ。アメリカ空軍の情報要員。

### オランダ
- マタ・ハリ

### ポーランド
- イェジー・ソスノフスキ

### チェコスロバキア
- カレル・ケヘル - 内務省国家公安部（チェコ語:Státní bezpečnost、スロバキア語:Štátna bezpečnosť）。CIA内部への浸透に成功。

### フランス
- シュヴァリエ・デオン
- ジョゼフ・フーシェ

### アメリカ
機関員
- フランシス・ゲーリー・パワーズ - U-2のパイロット。U-2撃墜事件に遭遇。
- モー・バーグ - メジャーリーグ選手。第二次大戦中にOSS。
- ジョゼフ・チーズマン・タムソン（英語版） - 大日本帝国で活動した。

協力者
- ドミトリー・ポリャコフ - ソ連GRUの将軍。CIAの協力者。
- 徐峻平 - 中国人民解放軍参謀本部第二部美洲司司長、大校。CIAの協力者。
- 笠信太郎 - 朝日新聞論説主幹。スイス終戦工作の頃からアレン・ダレス（後のCIA長官）に率いる米国情報機関のエージェントになり、日本の知識人の親米化工作を行っていた[27]。
- 緒方竹虎 - 朝日新聞主筆。コードネームは「ポカポン」。緒方政権樹立のための「オペレーション・ポカポン」がCIAによって展開された。またCIAの指導により、日本版CIAの創設を企てた[28]。
- 笹川良一 - 元衆議院議員。CIAエージェントであったとも報じられている[29][30][31]。
- 辰巳栄一 - 自衛隊や内閣調査室の設置に関する情報をCIAに流し、日本に再軍備の圧力を掛けるようアメリカに求めた。
- 野村吉三郎 - CIAの支援を受けて海上警備隊（海自の前身）を発足させるとともに参議院議員に当選。
- 正力松太郎 - 日本へのテレビ（正力マイクロ波事件）と原子力発電の導入で、アメリカ政府と利害が一致していたので協力し合い、その結果「ポダム」というコードネームを与えられ、CIAの協力者となった[32]。
- 岸信介 - 総理大臣。安倍晋三の祖父。CIAから資金提供を受けていた。日本の反共政策を主導した[33]。
- 池田勇人 - 総理大臣。CIAから資金提供を受けていた。彼の代までアメリカによる政界干渉があった[33]。
- 西尾末広 - 旧日本社会党国会議員。CIAから資金提供を受けていた。のちに民社党を結成して初代書記長に就任[33]。
- 船橋洋一 - 元朝日新聞社主筆、公益財団法人国際文化会館顧問。CIAの協力者[34]。
- 近藤正晃ジェームス - 公益財団法人国際文化会館理事長、元Twitter日本法人代表[35]
- 齋藤ウィリアム浩幸 - アメリカで成功した日系2世の起業家でありUCLA医学部卒業のサイバーセキュリティ専門家を自称した一連の事件を引き起こした。マルチ商法系の大久保秀夫を身元引受人として来日。朝日新聞元主筆の船橋洋一の後ろ盾や､日本テレビならびにテレビ東京の番組出演などメディアへの露出を踏み台に内閣府参与、経済産業省参与を始めとした数々の政府有識者となり、福島原発事故の国会事故調では公務員記章を偽造して潜入していたことが分かっている[36]。民間では日本航空の執行役員や日経新聞主催の大規模国際イベントの座長にも就任したが[37]、経歴のほとんどが詐称であることが発覚し、すべての役職を辞任した[38]。
- テオドール・ゼーフェッケ - ゲシュタポ隊員。戦後、CIAの協力者として活動した。
- バージニア・ホール - ゲシュタポに「連合国のスパイの中で最も危険なスパイ」とされた女性スパイ。

## 外国勢力のスパイが関連した事件等
- 旧約聖書ヨシュア記2章 - ふたりの斥候がエリコの情報を探るために派遣された。その後、イスラエル人はエリコを含むカナンの地の武力制圧を行う。
- レフチェンコ事件-ソ連国家保安委員会（KGB）の少佐、スタニスラフ・レフチェンコがソ連による日本国内での諜報活動・間接侵略（シャープパワー）を暴露した事件。
- ミトロヒン文書-1992年3月にイギリスに亡命した元ソ連国家保安委員会 (KGB) の幹部要員であったワシリー・ミトロヒンが密かに持ち出したソ連による国外におけるスパイ活動や防諜（カウンター・インテリジェンス）、宣伝・プロパガンダ工作、積極工作について記した機密文書[39]。
- 新潟日赤センター爆破未遂事件-李承晩政権による韓国工作員による密出入国と、1959年12月4日の韓国代表部（領事館）の金永煥三等書記官などにより企てられた新潟県での暗殺・爆破テロ未遂事件。
- ゾルゲ事件-1941年9月に発覚したコミンテルンの指令で来日したリヒャルト・ゾルゲを頂点とするソ連のスパイ組織が日本国内で諜報活動および謀略活動を行っていたスパイ事件。この事件により 独ソ戦 でソ連はドイツに対して優位に立てた。
- 日向事件-1981年に発覚した北朝鮮が密入国させた工作員を使って、帰化した在日朝鮮人と共に北朝鮮の体制を残したままの南北統一体制である高麗連邦共和国制を実現させるために在日韓国人の有力者をシンパにさせる工作していた事件。戦後に北朝鮮の工作員が日本に出入国を繰り返していた中で検挙された事件の一つ[40][41]。
- ローゼンバーグ事件-冷戦下の1950年にアメリカで発覚した、ローゼンバーグ夫妻がソビエト連邦のためにしていたスパイ事件。当時は西側諸国でも共産主義側の活動家やメディアを中心に「冤罪である」との擁護の主張がされたがヴェノナ文書によって事実であると確定した[42]。
- IBM産業スパイ事件-1982年6月22日に日立製作所や三菱電機の社員など計6人が、米IBMの機密情報に対する産業スパイ行為を行ったとして逮捕された事件。
- 江陵浸透事件 - 北朝鮮の工作員の韓国への不法侵入が発覚。韓国軍は工作員を掃討した。
- ボガチョンコフ事件 - ある海上自衛官がロシアに軍事機密を売却していた対日有害活動事件[43]。
- 上海総領事館員自殺事件--中国の公安当局に脅迫された、日本の外交官が2004年5月6日に「国を売ることは出来ない」との遺書を残して自殺した事件[44]。
- 李春光事件-2012年に中華人民共和国の駐日大使館の一等書記官が虚偽の身分で外国人登録証と銀行口座の取得行為、ウィーン条約で禁じられた商業活動、スパイ活動をしていた事件[45]。

## その他
スラングとしても「スパイ」という言葉は使われる。たとえば、プロ野球のスコアラーが次の対戦相手の戦力・戦術分析の為に試合を観戦したりする事から「スパイ」と表現される事もある。また2ちゃんねる（後の5ちゃんねる）などに見られるインターネット上の掲示板などで情報操作をする者を「（ネット）工作員」と呼ぶこともある。
スパイに関する研究はスパイという存在のもつ独特な魅力に影響され、ある種の作為（複数の説が有る場合に一番劇的な説を取る、など）が働く危険がある。更に言えば、作成の段階で既に作為や創作が働いていると推測できる一次資料もある。ヌーラン事件や小林多喜二逮捕に関与し、戦前の共産党を壊滅状態に追い込んだスパイの一人三船留吉を調査したくらせみきおは、スパイの研究は人物像を造形する過程で、その劇的なストーリーに魅了され美化する危険があると指摘している。
インターネットが各国に普及して、検索カテゴリーに入った結果、世界中の誰しもが容易に情報を収集できることから、スパイ活動そのものが減少しているとした。

## スパイをテーマとした作品

### 書籍

#### スパイ本人による回顧録
- 阿尾博政「自衛隊秘密諜報機関 ―青桐の戦士と呼ばれて―」
- 明石元二郎「落花流水」
- 石光真清「城下の人」「曠野の花」「望郷の歌」「誰のために」
- 高井三郎「日米秘密情報機関：「影の軍隊」ムサシ機関長の告白」
- 塚本勝一「自衛隊の情報戦 ―陸幕第二部長の回想―」
- 藤原岩市「F機関」
- ウィリアム・スティーヴンスン「暗号名イントレピッド」
- ウォルフガング・ロッツ「シャンペン・スパイ」「スパイのためのハンドブック」
- ラインハルト・ゲーレン「諜報・工作―ラインハルト・ゲーレン回顧録」
- ロバート・ベア「CIAは何をしていた?」

#### ノンフィクション
- 明石一郎 「秘密戦-在日謀報機関の活動-」
- 中薗英助 「スパイの世界」（岩波新書）
- 伊藤三郎「開戦前夜の「グッバイ・ジャパン」あなたはスパイだったのですか？」現代企画室、2010年6月 - 天皇・軍部・財閥を「汚れた三位一体」と指摘しアメリカでベストセラーとなった「グッバイ・ジャパン」（1942年刊）の著者である「ニューヨーク・ヘラルドトリビューン」紙東京特派員ジョセフ・ニューマンの謎を追ったもの。